# محمود حسن الجاسم
محمود حسن الجاسم (1966-) كاتب وروائي وأستاذ جامعي سوري، عمل أستاذًا جامعيًا في كلية الآداب والعلوم الإنسانية في جامعة حلب، وفي 2012 التحق للعمل في كلية الآداب والعلوم في جامعة قطر، له العديد من المؤلّفات الأكاديميّة والروائيّة، من بينها «غفرانك يا أمي» الصادرة في 2014، و«نظرات لا تعرف الحياء» الصادرة في 2015، و«نزوح مريم» الصادرة في 2015 والتي دخلت في القائمة الطويلة للجائزة العالمية للرواية العربية لعام 2016، المعروفة باسم «جائزة بوكر العربية»، والتي تتحدث عن حكاية نزوح امرأة سورية من محافظة الرقة السورية إلى مدينة إسطنبول في تركيا.
حصل على ماجستير في النحو والصرف بعنوان: «التأويل النحوي حتى نهاية القرن الثالث الهجري» من جامعة حلب في 1995.
حصل على الدكتوراة في اللغة العربية وآدابها من جامعة حلب عام 1999م.
-أستاذ بتخصص الدراسات اللغوية في قسم اللغة العربية جامعة حلب، وقد أمضى أكثر من خمس وعشرين سنة في تدريس النحو والصرف وعلوم العربية بكل فروعها، وعلم الدلالة الحديث واللسانيات العامّة واللغة العربية لغير المختصين ولغير الناطقين بها، والإشراف والتحكيم العلمي للبحوث والرسائل والجوائز والعمل في اللجان العلمية، وله العديد من المؤلفات والبحوث العلمية المحكمة، ونائب عميد كلية الآداب والعلوم الإنسانية للشؤون العلمية بجامعة حلب (سابقاً) ورئيس قسم اللغة العربية بجامعة الباحة بالمملكة العربية السعودية سابقاً ورئيس وعضو للجان علمية ومهنية عديدة في جامعتي قطر وحلب.
-لديه القدرة على التفاعل والعمل مع القطاعات الاجتماعية والمراكز العلمية والثقافية خارج الجامعة، ويمتلك رؤية تراعي الواقع المعاصر والتطورات وحاجات المجتمع والدولة لتطوير التعليم العالي، ولا سيما في كلية الآداب، ولديه إلمام دقيق بنظام الساعات المعتمدة نظرًا لعمله لمدة سبع سنوات متواصلة في جامعة قطر ومشاركته في وضع العديد من المسارات والبرامج الأكاديمية واللجان رئيسًا أو عضوًا، وحصوله على تقييم فوق المتوقع في مجمل خدمته، وكذلك لديه خبرة السنة الدراسية بفصليها الدراسيين، ويمتلك خبرة إدارية جيّدة في شؤون التعليم العالي من رئاسة لجان جودة وشغل مناصب إدارية على مستوى الكلية والقسم، ولديه العديد من المقترحات البحثية التي قدمها لكلية الآداب والعلوم بجامعة قطر، وكلية الآداب والعلوم الإنسانية بجامعة حلب. 
التفاصيل:
أوّلاً- الخبرة الإدارية والمهنيّة:
-نائب عميد كلية الآداب والعلوم الإنسانية للشؤون العلمية في جامعة حلب سابقًا.
-رئيس قسم اللغة العربية في كلية المعلمين في جامعة الباحة -السعودية سابقًا.
-رئيس لجنة ضمان الجودة في كلية الآداب والعلوم الإنسانية بجامعة حلب سابقًا، وعضو لجنة ضمان الجودة بجامعة حلب ممثل لكلية الآداب والعلوم الإنسانية.
-رئيس لجنة ضمان الجودة الأكاديمية في قسم اللغة العربية بجامعة قطر سابقًا، وعضو لجنة ضمان الجودة الأكاديمية بكلية الآداب والعلوم بجامعة قطر، ممثل قسم اللغة العربية سابقًا.
-رئيس وحدة البحث العلمي- قسم اللغويات في قسم اللغة العربية بجامعة حلب، سابقًا، وعضو فيها حاليًا.
-رئيس العديد من اللجان العلمية والثقافية في جامعة حلب وجامعة قطر سابقًا على مستوى القسم.
-وضع تصورًا علميًّا مقترحًا لفتح مركز تحقيق المخطوطات بجامعة قطر وقبل التصوّر في القسم والكلية والجامعة.
-وضع العديد من المقترحات لفعاليات ثقافية بالشراكة بين كلية الآداب والعلوم الإنسانية في جامعة حلب والمديرات الثقافية والتعليمية على مستوى القطر.
-ألقى العديد من المحاضرات الثقافية عبر برنامج زوم منها في مجمع اللغة العربية العالمي بمكة بعنوان: مستويات النحو في الثقافة العربية الإسلامية، ومنها محاضرة بحلقة اللسانيين بالقاهرة بعنوان: تأويل النص القرآني وعلوم العربية.
-كرّم في جامعة حلب وفي مراكز ثقافية داخل سوريا وخارجها، ودعي إلى خارج القطر لإلقاء محاضرات منها محاضرة بمعرض الشارقة الدولي للكتاب عام 2016.
-عضو في اللجنة العليا لتمكين اللغة العربية على مستوى سوريا من بين سبعة أعضاء على مستوى سوريا.
-عضو في لجنة وضع برنامجي الماجستير التمهيدي –الدراسات اللغوية والدراسات الأدبية بجامعة حلب سابقًا.
-عضو في لجان علمية وثقافية وخدمة المجتمع عديدة طيلة عمله في جامعة قطر 2012-2019، على مستوى القسم والكلية.
-مرشّح للعضوية العاملة في مجمع اللغة العربية بدمشق الآن.
-لديه خبرة واسعة في نظام الساعات المعتمدة في جامعة قطر وكان عضوًا في مسارات وبرامج أكاديمية عديدة، كما أن لديه خبرة واسعة في التقانة ولا سيما التقانة التعلمية من تعليم عن بعد عبر البلاك بورد والتواصل والجلسات العلمية عبر زوم وغيره ولديه شهادةICDL  في الحاسوب.
الجوائز:
الجوائز العلمية:
-جائزة راشد بن حميد للثقافة والعلوم الجائزة الأولى عام 2016، ببحث بعنوان: مشروعية التأويل في تلقي النص القرآني على ضوء قوانين النحو الدورة الثالثة والثلاثون. 
-جائزة الباسل للبحث العلمي التابعة لوزارة التعليم العالي- سوريا عام 2011 ببحث بعنوان: الجوانب النصية في التحليل النحوي عند المفسرين. 
الجوائز الأدبية:
-الجائزة العالمية الإيطالية توليولا ريناتو (المرتبة الثالثة) عن روايته نزوح مريم 2023م.
-جائزة البوكر: القائمة الطويلة: وصلت روايته "نزوح مريم" إلى القائمة الطويلة لجائزة بوكر لعام 2016.
-جائزة الشيخ زايد للكتاب وصلت روايته "نظرات لا تعرف الحياء" للقائمة الطويلة لجائزة الشيخ زايد لعام 2016. 
الخبرة التدريسية والتقييم:
-يدرّس الآن المواد التالية:
آ-في مرحلة الدراسات العليا:
-مقرر دراسات في علوم اللغة العربية في ماجستير الدراسات اللغوية
-مقرر علم الدلالة والمعجم في ماجستير الدراسات اللغوية
-مقرر موضوع في علم اللغة العربية في ماجستير الدراسات الأدبية.
ب-في مرحلة الإجازة:
-مقرر دراسات نحوية ولغوية معاصرة في السنة الرابعة
-مقرر النحو وتاريخه في السنة الثالثة.
مقرر النحو ومسائله في السنة الثالثة.
-درّس النحو والصرف وعلوم العربية من فقه لغة وبلاغة وعروض وتحرير كتابي ومهارات لغوية في كلية المعلمين بالباحة لمدة ست سنوات متواصلة، وقد حصل على تقدير امتياز بنهاية خدمته2000-2006.  
-درّس اللغة العربية في المعهد العالي لتعليم اللغات، واللغة العربية لغير الناطقين بها في المعهد الثقافي الفرنسي لدراسات الشرق الأدنى من عام 2009 إلى عام 2011. 
-درّس في قسم اللغة العربية -جامعة قطر النحو والصرف وفقه اللغة وعلم الدلالة وفي برنامج الماجستير علوم اللغة العربية، وقد التحق للعمل في كلية الآداب والعلوم –قسم اللغة العربية- جامعة قطر العام الدراسي 2012-2013م واستمر يعمل فيها حتى نهاية العام الدراسي 2018-2019، وحصل على تقدير فوق المتوقع في مجمل خدمته. 
-عاد إلى قسم اللغة العربية بجامعة حلب والتحق فيه، العام الدراسي 2019-2020، وما زال قائمًا على رأس عمله يمارس التعليم والإشراف العلمي والتحكيم والنشاط في خدمة الجامعة والمجتمع.
-يحكم ويشرف وحكّم وأشرف على العديد من رسائل الماجستير والدكتوراه والبحوث العلمية والرسائل والترقيات داخل القطر وخارجه.
-شارك في العديد من اللجان العلمية والمؤتمرات الدولية كما حكّم عشرات البحوث في المجلات العلمية المحكمة.
-عُينِّ بقرار من رئاسة الجمهورية عضوًا في اللجنة العليا لتمكين اللغة العربية على مستوى القطر بتاريخ 14-1-2020.  

## مؤلفات
- القاعدة النحوية: تحليل ونقد، دار الفكر، دمشق، 2007، عدد الصفحات:223.[2]
- تعدد الأوجه في التحليل النحوي، دار النمير، دمشق، 2007، عدد الصفحات:216.[3]
- تأويل النص القرآني وقضايا النحو، تأملات قرآنية، دار الفكر المعاصر، 2010، عدد الصفحات:424.[4]
- البعد الجمالي في التحليل النحوي عند المفسرين، حوليات الآداب والعلوم الاجتماعية بجامعة الكويت ع400، 2014م.
- الجواز في الفكر النحوي، حوليات الآداب والعلوم الاجتماعية بجامعة الكويت ع456، 2016م.
- «غفرانك يا أمي»، الدار العربية للعلوم ناشرون، 2014، عدد الصفحات:215.[5]
- «نظرات لا تعرف الحياء»، رواية، الدار العربية للعلوم ناشرون، 2015، عدد الصفحات:294.[6]
- «نزوح مريم»، رواية، دار التنوير للطباعة والنشر والتوزيع، 2015، عدد الصفحات:237.[7]
- لاجئة بين زوجين، رواية، دار الآداب للنشر والتوزيع، 2016، عدد الصفحات:271.[8]
- مزار محيي الدين، دار التنوير للطباعة والنشر ـ بيروت، 2017، عدد الصفحات:271.[9][10]
- الجملة العربية في ضوء مغنى اللبيب لابن هشام الانصاري، تجارة الجملة، دار كنوز المعرفة العلمية، 2018، عدد الصفحات:192.[11]
- رائحة التفّاح، دار التنوير للطباعة والنشر-بيروت، 2022م.
- النحو وتاريخه، مطبوعات جامعة حلب 2023م.
- النحو ومسائله، مطبوعات جامعة حلب، 2024م.

## جوائز وترشيحات
ترشحت رواية نزوح مريم للفوز بالجائزة العالمية للرواية العربية لعام 2016، المعروفة باسم «جائزة بوكر العربية».